# Mk 32 SVTT

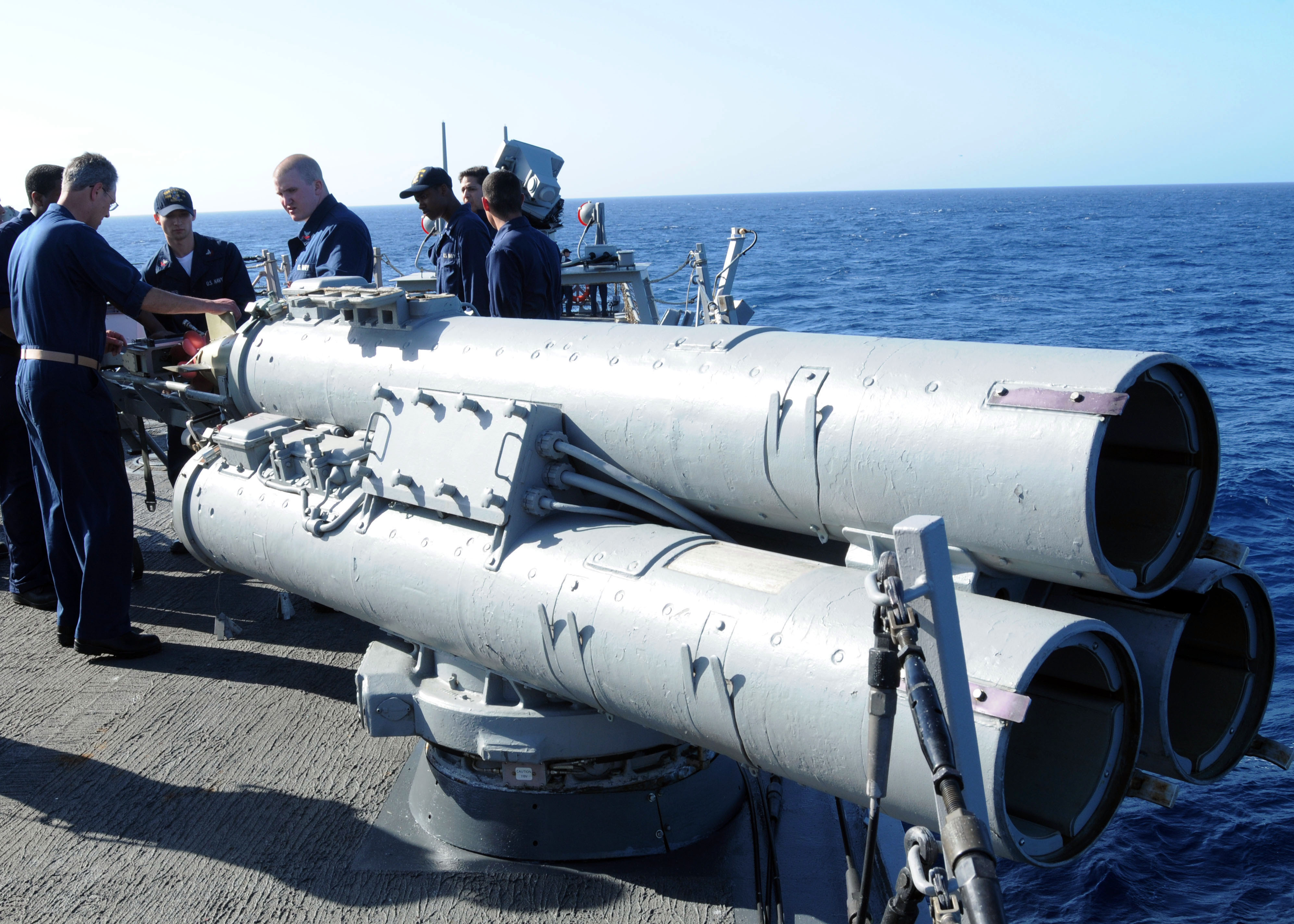
Mk 32 SVTT sur le.

Le Mk 32 SVTT (Surface Vessel Torpedo Tubes) est un système américain de tubes lance-torpilles de calibre 324 mm principalement utilisé sur les navires de l'United States Navy et des marines alliées depuis les années 1960. Il est construit sous licence au Japon sous le nom de type-68.

## Description
Il lance des torpilles de façon pneumatique avec une pression maximale autorisée de 1 600 livres-force par pouce carré. Le lanceur peut être en fibre de verre ou avec une doublure en fibre de verre recouverte de métal. Les tubes ont été conçus pour être résistants aux intempéries et capables de stocker des torpilles pendant de longues périodes, mais cela n'est pratique qu'avec un entretien régulier. Chaque ensemble à trois tubes, la configuration la plus courante, pèse environ 1 010 kg déchargée, avec des variations entre les modèles. 

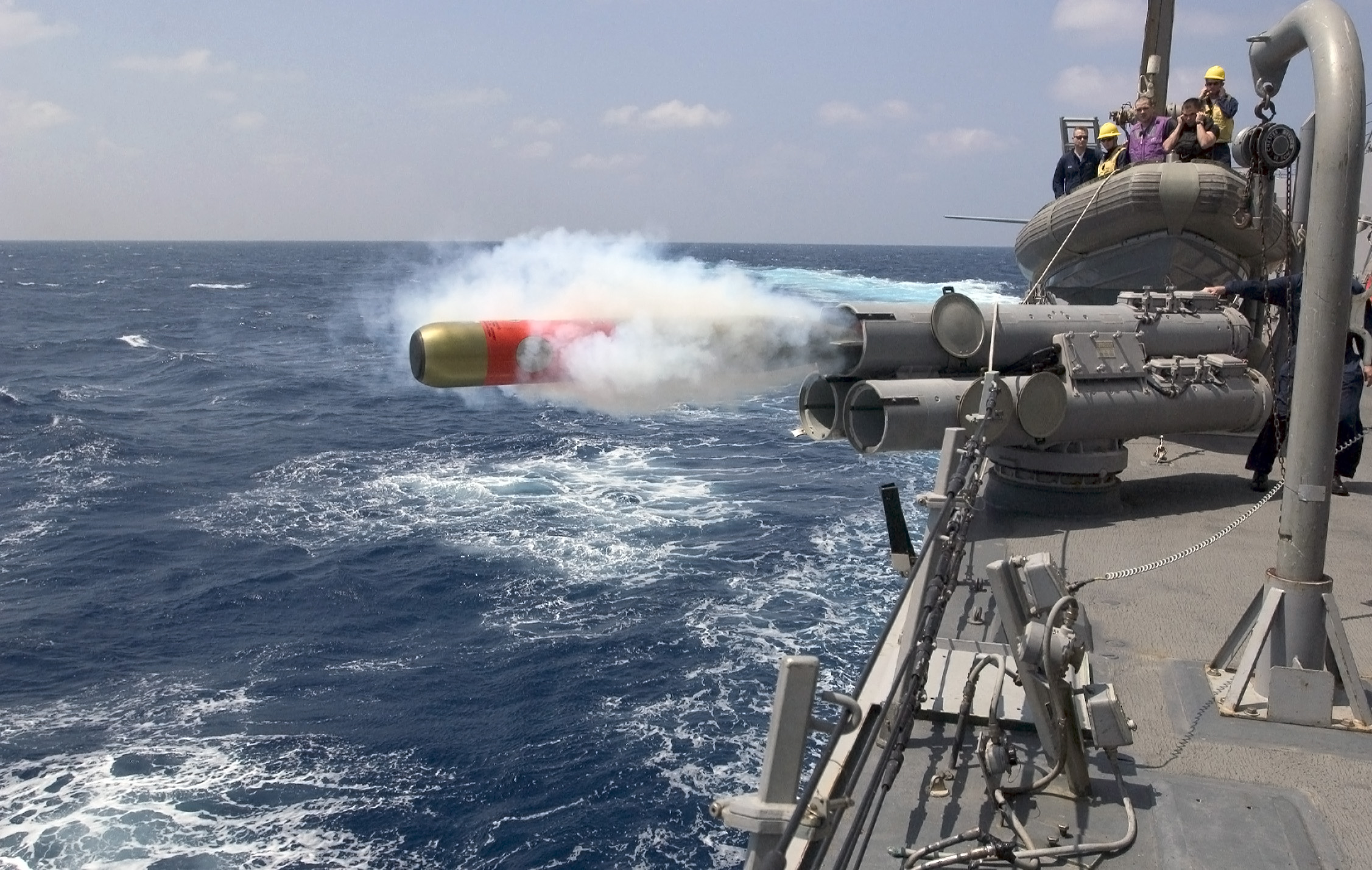
Une torpille Mark 46 tirée par un Mk 32 SVTT sur le.

## Types de torpilles tirées
de conception américaine
- Torpille Mark 46
- Torpille Mark 50
- Torpille Mark 54

de conception non-américaine avec modifications
- Torpille MU90 Impact
- Torpille A244/S
- Torpille Sting Ray